# Anhídrid ftàlic
L'anhídrid ftàlic és un compost orgànic. Aquest anhídrid de l'àcid ftàlic és un compost molt important en la indústria química, especialment per a la producció a gran escala de plastificants.